# Vokė
Vokė je řeka ve východní části Litvy, ve Vilniuském kraji, v okresech Šalčininkai (pouze hraničí), okres Vilnius, město Vilnius a hranice s okresem Trakai. Vytéká z jezera Papis u městysu Papiškės (někdy se za počátek toku považuje kanál Papio kanalas, který začíná u břehu Merkysu u města Baltoji Vokė a ústí do/(protéká) jezera Papis). Dále pokračuje směrem severoseverozápadním a u jižního okraje hlavního města Vilnius se stáčí západoseverozápadním, počíná poněkud meandrovat a pokračuje táhlým obloukem po jihozápadním okraji Vilniusu až do města Grigiškės, které je prakticky součástí Vilniuské městské aglomerace a kterým protéká. Za tímto městem se vlévá do řeky Neris jako její levý přítok 140,9 km od jejího ústí do Němenu. U městské čtvrti Vilniusu Mūrinė Vokė (9 km od ústí) a ve městě Grigiškės (3 km od ústí) protéká rybníky.

## Ekosystém a rekreace

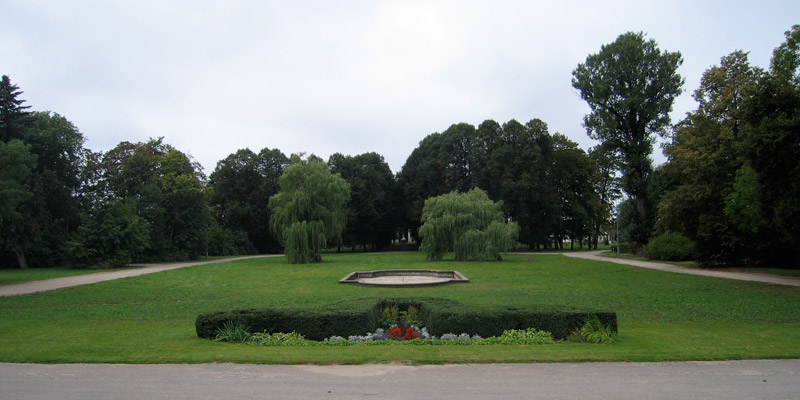
Park u dvora v Trakų Vokė, nedaleko řeky Vokė

I když relativně krátká Vokė protéká řadou obcí a po okraji Vilniusu, zůstává poměrně málo dotčena civilizací. Často se na ní setkáme s vodním ptactvem, nejčastěji s kachnami a vodními savci, nejčastěji s vydrami nebo hryzci. I po silných deštích se voda v řece záhy vyčeří.
Protože celá řeka je velmi blízko Vilniusu a snadno dosažitelná, jeho obyvatelé často a rádi při řece tráví volný čas – několik hodin nebo víkend: rybaří, sjíždějí řeku nebo se jinak rekreují. Vokė protéká městskou čtvrtí Trakų Vokė, kde je dvůr a při něm 16 ha park, projektovaný a realizovaný Édouard François Andréem a jeho synem René. V parku je kolem 50 druhů různých stromů. Ansámbl dvora (postavený kolem roku 1830) s parkem na levém břehu jsou oblíbeným cílem procházek obyvatel Vilniusu.

## Minulost
Vokė (Wake) je zmiňována v popisu výprav křižáků ve 14. století

## Přítoky
- Do jezera Papis: Papio kanalas (hydrologické pořadí: 12020001, délka: 1,9 km, plocha povodí: 10,6 km²), Okva (12010512, délka: 6,2 km, plocha povodí: 27,8 km²)
- Levé: Krempė (vlévá se 34,1 km od ústí; hydrologické pořadí: 12010513; délka: 5,6 km; plocha povodí: 41,3 km²), Asdrė (31,9 km; 12010514; d.: 16,0; p.: 71,2), V – 3 (31,9 km; 12010543; d.: 1,9; p.: 6,0), V – 1 (9,5 km; 12010544; d.: 1,6; p.: 2,8)
- Pravé: Rudamina (28,4 km; 12010518; d.: 30,0; p.: 295,7)